# Либра (месторождение)
Нефтяное месторождение Libra расположено на шельфе в 170 километрах от побережья бразильского штата Рио-де-Жанейро. Площадь участка составляет примерно 1550 км² на глубине около 2000 м. Глубина коллектора около 3500 м ниже уровня морского дна.
Месторождение Libra располагается в подсолевых отложениях на большой глубине в бассейне Santos. Извлекаемые запасы Libra оцениваются в 8-12 миллиардов баррелей нефти, что может покрыть весь мировой спрос на нефть в течение трех-пяти месяцев. Однако информация относительно запасов пока не подтверждена, так как все подсчеты до сих пор были сделаны на основе данных лишь одной скважины.
Первые значительные месторождения углеводородов в подсолевой зоне на шельфе Бразилии были обнаружены в 2007 году. Освоение резервов нефти в этой зоне может позволить стране войти в пятерку крупнейших мировых производителей нефти.
Разработчиками месторождения являются компании Total и Petrobras.